# Eva Hrdinová
Eva Hrdinová (Plzen, República Checa, 15 de junio de 1984) es una tenista profesional de la República Checa.
La posición más alta de Hrdinová en la lista individual de la WTA es el puesto que alcanzó el 14 de abril de 2008. Su mejor ranking en dobles es el puesto 65 que alcanzó el 28 de julio de 2008.
Hrdinová no ha ganado ningún título de la WTA, aunque si ha ganado 3 títulos de la ITF en categoría individual, además de 11 títulos en dobles.

## Títulos WTA (0; 0+0)

### Dobles (0)
| Leyenda: Antes de 2009     | Leyenda: A partir de 2009 |
| -------------------------- | ------------------------- |
| Grand Slam (0)             |                           |
| WTA Tour Championships (0) |                           |
| Tier I (0)                 | Premier Mandatory (0)     |
| Tier II (0)                | Premier 5 (0)             |
| Tier III (0)               | Premier (0)               |
| Tier IV & V (0)            | International (0)         |

#### Finales (5)
| N.º | Fecha                 | Torneo      | Superficie    | Compañera            | Oponentes                            | Resultado        |
| --- | --------------------- | ----------- | ------------- | -------------------- | ------------------------------------ | ---------------- |
| 1.  | 10 de febrero de 2008 | Paris       | Dura (i)      | Vladimíra Uhlířová   | Alona Bondarenko Kateryna Bondarenko | 1-6, 4-6         |
| 2.  | 27 de julio de 2008   | Los Ángeles | Tierra batida | Vladimíra Uhlířová   | Yung-Jan Chan Chia-Jung Chuang       | 6-2, 5-7, [4-10] |
| 3.  | 22 de julio de 2012   | Båstad      | Tierra batida | Mervana Jugić-Salkić | Catalina Castaño Mariana Duque       | 6-4, 5-7, [5-10] |
| 4.  | 3 de mayo de 2014     | Oeiras      | Tierra batida | Valeria Solovyeva    | Cara Black Sania Mirza               | 4-6, 3-6         |
| 5.  | 1 de mayo de 2015     | Praga       | Tierra batida | Kateryna Bondarenko  | Belinda Bencic Kateřina Siniaková    | 2-6, 2-6         |

## Clasificación en torneos del Grand Slam

### Dobles
| Torneos                   | 2008 | 2009 | 2013 | 2014 | G–P  |
| ------------------------- | ---- | ---- | ---- | ---- | ---- |
| Grand Slam                |      |      |      |      |      |
| Abierto de Australia      | A    | 1R   | A    | 1R   | 0–2  |
| Roland Garros             | 1R   | 1R   | 1R   | A    | 0–3  |
| Wimbledon                 | 1R   | 1R   | 2R   | 2R   | 2–4  |
| Abierto de Estados Unidos | 1R   | A    | 1R   | A    | 0–2  |
| G–P                       | 0–3  | 0–3  | 1–3  | 1–2  | 2–11 |